# Icneumonídeos
Icneumonídeos (Ichneumonidae) é uma  família de insectos himenópteros. Trata-se de importantes parasitóides de outros insectos. Os hospedeiros comuns são larvas e pupas de coleópteros, himenópteros e lepidópteros.
Conhecem-se mais de 60 mil espécies em todo o mundo. Só na América do Norte são cerca de 3 mil, mais do que em outra família de himenópteros. A sua distribuição é uma das notáveis excepções ao gradiente latitudinal de riqueza de espécies, uma vez que demonstra uma maior especiação em latitudes mais elevadas.
Charles Darwin abordou este grupo de himenópteros em relação às suas ideias sobre religião. Em sua homenagem alguns investigadores designam este grupo de insetos como "Vespas-de-Darwin".

## Subfamílias
A lista seguinte segue as sugestões de David Wahl, do American Entomological Institute:
- Acaenitinae
- Agriotypinae
- Adelognathinae
- Anomaloninae (= Anomalinae)
- Banchinae
- Brachycyrtinae (por vezes na subfamília Labiinae)
- Campopleginae (= Porizontinae)
- Collyriinae
- Cremastinae
- Cryptinae (= Gelinae, Hemitelinae, Phygadeuontinae)
- Ctenopelmatinae (= Scolobatinae)
- Cylloceriinae (= Oxytorinae, por vezes na subfamília Microleptinae)
- Diacritinae (por vezes na subfamília Pimplinae)
- Diplazontinae
- Eucerotinae (por vezes na subfamília Tryphoninae)
- Ichneumoninae
- Labeninae (= Labiinae)
- Labenopimplinae
- Lycorininae (por vezes na subfamília Banchinae)
- Mesochorinae
- Metopiinae
- Microleptinae
- Neorhacodinae (por vezes na subfamília Banchinae)
- Ophioninae
- Orthocentrinae (por vezes na subfamília Microleptinae)
- Orthopelmatinae
- Oxytorinae
- Paxylommatinae (por vezes não incluída de todo na família Ichneumonidae)
- Pedunculinae
- Poemeniinae
- Phrudinae
- Pimplinae (= Ephialtinae)
- Poemeniinae (por vezes na subfamília Pimplinae)
- Rhyssinae (por vezes na subfamília Pimplinae)
- Stilbopinae (por vezes na subfamília Banchinae)
- Tatogastrinae (por vezes na subfamília Microleptinae ou Oxytorinae)
- Tersilochinae
- Tryphoninae
- Xoridinae